# Carl Lambertz

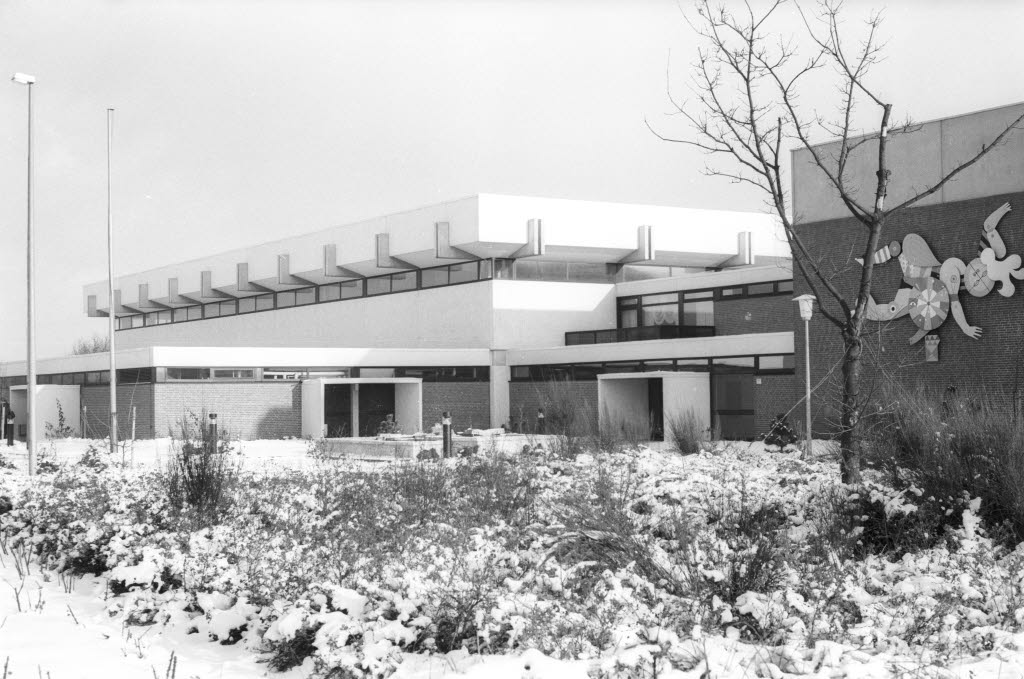
„Sport- und Spielfigur“ (Carl Lambertz, Sporthallen Kronshagen, 1973, Aluminium, Farbe)

Carl Lambertz (* 29. März 1910 in Düsseldorf; † 27. Februar 1996 in Eckernförde) war ein deutscher Maler und Graphiker, der durch seine Werke besonders in Schleswig-Holstein bekannt wurde.

## Leben und Wirken
Lambertz wuchs in Düsseldorf auf und begann 1925 eine dreieinhalbjährige Lehrzeit als Kirchenmaler und arbeitete nach Abschluss der Lehre als Malergeselle. Er besuchte Abendkurse auf der Kunstgewerbeschule Düsseldorf und verdiente sich Geld für das angestrebte Akademiestudium durch Gelegenheitsarbeiten (Schilder malen, Zimmer tapezieren, Möbel bunt lackieren). Die ersten Bilder entstanden.
Im Jahr 1932 heiratete er das erste Mal und traf in Düsseldorf auf eine Gruppe politisch engagierter junger Künstler: Schauspieler, Bühnenbildner, Literaten, Maler. Er schuf Illustrationen gegen den Nationalsozialismus für eine illegale Zeitung, die auch später in seinem Atelier gedruckt wurde.
Er wurde 1935 verhaftet. Vor der Gestapo simulierte er Gedächtnisschwäche, so dass er in Kölns berüchtigten Klingelpütz eingeliefert wurde, wo es ihm tatsächlich gelang, als nicht voll zurechnungsfähig eingestuft zu werden. Während antifaschistische Freunde von ihm hingerichtet wurden, wurde er für wehrunwürdig erklärt und kam mit zehn Monaten Einzelhaft davon: eine psychologische Belastung, die immer wieder bewusst oder unbewusst in der malerischen Themenwahl von Lambertz durchbrach. Mehr als andere hatte er gelernt, hinter die glatten Fassaden und Kulissen einer usurpatorischen Welt zu schauen.
Wegen Landesverrats vorbestraft, war eine Aufnahme an der Düsseldorfer Akademie eigentlich nicht möglich. Er bewarb sich 1936 dennoch zum Studium an der staatlichen Kunstakademie Düsseldorf mit dem Bild „Blaue Karre“ und Illustrationen zu dem Märchen von H. C. Andersen Der kleine Klaus und der große Klaus und wurde angenommen.
Von 1936 bis 1941 studierte er an der Kunstakademie Düsseldorf. Die Professoren Heuser (bis 1938) und Schmurr wurden seine Lehrer. Nach dem eigentlich so wichtigen polizeilichen Führungszeugnis fragte während seines ganzen Studiums niemand mehr. Traumatische Angstzustände blieben bis zu seinem Lebensende.
Der Kunstverein Düsseldorf kaufte 1941 die ersten Landschaften von Lambertz. Wieder für wehrwürdig erklärt, wurde er zum Militär eingezogen und kam als Marinesoldat nach Schleswig-Holstein. Während seiner Abwesenheit wurde bei einem Bombenangriff 1942 sein Atelier in Düsseldorf zerstört und fast alle Arbeiten wurden dabei vernichtet.
Lambertz ließ sich 1946 als freischaffender Maler und Graphiker in Schleswig-Holstein nieder. Die „Große Pietà“ entsteht, ebenfalls ein Kreidezyklus über die Tragik des Krieges. 1949 erwarb er ein Grundstück am Wittensee und baute ein Haus darauf. Auf Reisen nach Jugoslawien (1949), Spanien (1952) und in den Orient (1958) sammelte er wichtige Eindrücke, die seine weitere Kunst prägten. Lambertz wurde 1951 Nachfolger von Professor Parnitzke als Vorsitzender des Schleswig-Holsteinischen Künstlerbundes. Von 1954 bis 1965 war die Zeit seiner großen Stillleben (Öl).
Er bewirkte 1956 den Zusammenschluss der rivalisierenden Verbände Künstlerbund und Landesberufsverband; er war Mitbegründer der Gruppe 56 (zusammen mit Gerhart Bettermann, Gottfried Brockmann, Willy Knoop, Hanns Radau, Werner Rieger und Curt Stoermer) in Schleswig-Holstein.
In den Jahren 1959 bis 1980 übte er eine Lehrtätigkeit an verschiedenen Volkshochschulen Schleswig-Holsteins aus und begann 1962 die Lebens- und Arbeitsgemeinschaft mit der befreundeten Malerin und Graphikerin Maria Reese. 1963 erhielt er einen Lehrauftrag für Aktzeichnen an der Muthesius-Werkschule für Handwerk und angewandte Kunst in Kiel.
Weitere Stationen seiner künstlerischen und menschlichen Entwicklung waren:
- 1967   Beginn des ornamentalen Stils.
- 1969–1970   Erste Hinwendung zur mechanischen Welt. Kolorierte Zinkätzungen, Siebdrucke, Radierungen entstanden.
- 1972   Zweite Eheschließung mit Maria Reese. Durch deren Schwester Renate[2] wurde Lambertz Schwager von Gynter Mödder.
- 1973   Erweiterung des Ateliers in Groß Wittensee, eigene Ausstellungsmöglichkeit.
- 1975   Der mechanische Stil.
- 1978   Einzug des weißen Flügels, Erfüllung seines Musiktraums.
- 1980–1983   Der Deformationsprozess der Umwelt zeigte sich in seinen neuen „Bubble-Gum“-Bildern.
- 1991   Wittenseer Engel[3]
- Zahlreiche Ausstellungen im In- und Ausland.[4]

Zu seiner künstlerischen Entwicklung schrieb Uwe Beitz anlässlich der Sonderausstellung zum 100. Geburtstag von Carl Lambertz im Jahr 2010:

„Was sich in den Wittenseelandschaften der späten 40er Jahre durch Stimmungen und merkwürdige Erscheinungen – eigentümlich geformte Bäume und Büsche oder beunruhigende Vögel – ausdrückt, wird im späteren Werk zu den bekannten Phantasiegestalten einer eigenen, nicht mehr der Natur abgeschauten Bildwelt. Er beginnt zu experimentieren, mit Formen, Farben und Flächen; der dreidimensionale, illusionistische Raum geht zunehmend in eine in Vorder-, Mittel- und Hintergrund geschichtete Fläche über, ja verschwindet schließlich völlig, ehe er als surreale Raumkonstruktion in den 70er Jahren zurückkehrt.“

Im Jahr 1996 starb Lambertz im Kreiskrankenhaus Eckernförde.
Am 1. März 2022 wurde die Carl Lambertz-Maria Reese-Stiftung gegründet.

## Künstlerische Beurteilung
Einer der wichtigsten Texte zur Charakterisierung seines Gesamtwerks stammt von seiner zweiten Frau und künstlerischen Weggefährtin Maria Reese:

„Ein Pessimist, ein Misanthrop – trotz düsterer Visionen – war er nicht. Dem Leben, den Menschen respektvoll freundlich zugewandt, verwirklichte Carl Lambertz im schleswig-holsteinischen Groß Wittensee seinen Lebenstraum, sein Atelierhaus. In der Hitlerdiktatur – Deutschland hatte mehr als seine Fassung verloren – überlebte Carl Lambertz Folterung und Inhaftierung. Er konnte trotzdem von 1936 bis 1941 an der Staatlichen Kunstakademie Düsseldorf Malerei studieren. Auf Grund der Qualität seiner Arbeiten wurde er angenommen und hatte Glück, nicht nach einem polizeilichen Führungszeugnis gefragt zu werden. Im Zweiten Weltkrieg nach Eckernförde zur Marine verschlagen, gab er sich nach 1945 in Norddeutschland ein neues Zuhause. Sein Atelier in Düsseldorf war ausgebombt, fast alle Bilder waren verbrannt. Es gelang ihm, am Wittensee ein Grundstück zu erwerben und 1949 mit dem Bau eines Atelierhauses zu beginnen, das er ab 1973 mit Maria Reese, seiner zweiten Frau, 32 Jahre jünger als er, unermüdlich erweiterte, mit Bildern anfüllte und noch 1993 den letzten Anbau plante und durchführte. Dieses Ensemble wurde zur Bühne seines Lebens. Dort ließ er die Ideen und Vorstellungen zu sich kommen und malte bis an sein Lebensende, unterstützt von Maria Reese, auch Malerin und Zeichnerin. Kein Bild, das er nicht mit ihr diskutierte, sie um ihre Meinung bat. Carl Lambertz inszenierte seine Bilder, spielte Theater auf der Leinwand, dem Papier und ließ die Protagonisten auf der Bildfläche erscheinen. So konnte er seine Wahrheit sagen, auf offener Bühne, hoch auf dem Seil. Er bot das Bild als Spiegel zur Erkenntnis an. Er konnte nicht umhin, als Seher Warner und Mahner zu sein, brachte aber noch ins Chaos Ordnung und Struktur, wie das am Theater eben ist. 1977, eher die bange, denn die neugierige Frage ‘Was ist drunter?’, hoffte er später auf den großen Zauberer Merlin, nicht so sehr auf die Selbstverantwortung. Ausgerichtet an der Realität, spielte er, träumte er, phantasierte er, übertrug Psychologisches, setzte um und setzte gleich. Seine Bilder, nie überdimensioniert, sind von subtiler Machart, zeigen auch Theater im Theater, das Große im Kleinen zu erfassen. Die Natur selbst lässt er zum Schauspiel werden: ‘In der schönsten Landschaft hausen die Ungeheuer’, ‘Der zerstörte Regenbogen’, der noch im Sterben einen letzten Tanz gebiert, wohingegen das, was einst er überspannte, sich klaglos neu orientiert. 1987 malte er ‘Manager organisieren die Sintflut’ oder 1986/87 ‘In uralten Zeiten, als die Menschen wie heute waren, baute ein Künstler im Lande Rutarap-Maney ein Tier. Sogar die Engel freuten sich und huldigten ihm. Auch die Menschen verehrten es sehr, so sehr, dass sie es zum Goldenen Kalb machten. Da kam der dunkle Schattenengel mit der Posaune und blies Mond und Sonne weg, weg, weg...’ Carl Lambertz warnte vor der Vermaterialisierung, Mechanisierung des Menschen, vor seiner Deformation in den Bubble-Gum Bildern. Das Weltgeschehen z. B. kommentierte er in dem Bild ‘Was mir beim Zeitunglesen so einfällt’. Ausgesuchte Zeitungsblätter wurden – nicht nur für dieses Bild – zum Malgrund. Gedanken an das Jenseits inspirierten ihn: Engel und Teufel spielen nebeneinander miteinander. 1988–90 gestaltete er ‘Metamorphose einer Landschaft’ – ob dann für Menschen noch bewohnbar –, die zum ‘Tag der Schöpfung’ wurde. Carl Lambertz redete nicht schön. Er war unbequem. Seine Bilder aber sind von schöner Art, gegen das Entsetzen, wie er sagte, so dass sie sich auf den ersten Blick nicht gleich erschließen. Verstrickt in den ‘Weltenzirkus’ werden wir immer sein. Seine innere Fülle, seine Seele aus den Bildern spricht, tot ist er nicht.“

"Lebendiger Boden", Gouache von Carl Lambertz, 1982

Carl Lambertz ließ sich in seinen Werken auch von naturwissenschaftlichen Themen inspirieren: aus dem Kontakt mit dem Agrarwissenschaftler Ewald Schnug entstanden Werke zu ökologischen Themen in Boden und Wasser. Die Gouache „Lebendiger Boden“, die auf dem 13. World Congress of Soil Science 1986 in Hamburg als offizielles Memorabilia debütierte war in folgenden Jahren Leitbild für weitere wissenschaftliche Aktivitäten, insbesondere für die von der Kommission Bodenschutz beim Umweltbundesamt veranstaltete Gedenkveranstaltung zum 250. Todestag von Alexander von Humboldt am 5. Dezember 2019 in Berlin. Sein 1986 entstandenes Werk „Alles Leben kommt aus dem Meer“ diente für die an der Bundesforschungsanstalt für Landwirtschaft zum Weltwassertag 2006 in der UNESCO Dekade der Nachhaltigkeit durchgeführte Veranstaltung „Phosphor - Gedanken zur Nachhaltigkeit“ als visuelles Leitmotiv dem Wunsch von Carl Lambertz entsprechend „..., dass die in diesem Bild enthaltene Botschaft zum Denken und Handeln beiträgt, um diese Umwelt, aus der wir auch stammen, zu retten und somit auch uns“.

## Auszeichnung
- 1994   Kulturpreis der Stadt Rendsburg[13]

## Veröffentlichungen
- Norbert Weber (Hrsg.): Blumenbilder von Maria Reese und Carl Lambertz mit ausgewählten Gedichten, Rendsburg:  Claudius Kraft 1979, ISBN 3-922165-03-6
- Heimatgemeinschaft Eckernförde (Hrsg.): Carl Lambertz. Die Zeit stand still und verwandelte den Blick. Ein Bildband mit Textbeiträgen, Eckernförde: Druckhaus Schwensen 1989, ISBN 3-9802327-1-9
- Carl Lambertz: Schmetterling, warum trägst Du Schwarz? Autobiographische Skizzen, Kiel: Nieswand 1993 (edition x), ISBN 3-926048-69-7
- Carl Lambertz: Warten auf Aphrodite. Mythische Verspiegelungen sind eine gewaltige Kraft, unsere Seele zu verwirren, Leporello, Eckernförde 1995.

## Bildergalerien
- Bilder von Carl Lambertz (online auf museen-nord.de)
- Wo Carl Lambertz' Seele wohnt (online auf shz.de)
- Der Künstler Carl Lambertz (online auf mauseum.de)

## Sonderausstellungen (postum)
- 2006: „Spiel, Traum, Fantasie“ – Wiederbegegnung mit Bildern von Carl Lambertz (1910–1996) im Museum Eckernförde (online auf eckernfoerde.net)
- 2010: Carl Lambertz – Weltenzirkus, frühe Landschaften und Zirkus- und Theaterbilder im Museum Eckernförde (online auf eckernfoerde.net)